# Liste des gouverneurs actuels des îles comoriennes
 (août 2023).
Cette page dresse la liste des gouverneurs des îles formant l’union des Comores.

## Gouverneurs des îles[1]
| Île                      | Nom                 | Depuis (le) | Jusqu'à |
| ------------------------ | ------------------- | ----------- | ------- |
| Anjouan (Ndzuwani)       | Zaidou Youssouf     | 2024        |         |
| Grande Comore (Ngazidja) | Ibrahim Mohamed Mze | 2024        |         |
| Mohéli (Mwali)           | Chamina Ben Mohamed | 2024        |         |

## Note(s)
1. ↑  Alexis Duclos, « Le sortant Azali Assoumani remporte l’élection présidentielle aux Comores », sur Mayotte Hebdo, 17 janvier 2024 (consulté le 27 décembre 2024)